# خيرمان أندريس غوتيريز
خيرمان أندريس غوتيريز (بالإسبانية: Germán Andrés Gutiérrez) (16 يناير 1990 في كولومبيا - ) هو لاعب كرة قدم كولومبي في مركز الدفاع. لعب مع أتلتيكو جونيور ونادي بارانكويلا.

## وصلات خارجية
- خيرمان أندريس غوتيريز على موقع قاعدة بيانات كرة القدم.إي يو (الإنجليزية)
- خيرمان أندريس غوتيريز على موقع Soccerway.com (الإنجليزية)
- خيرمان أندريس غوتيريز على موقع AS.com (الإسبانية)